# Joseph N. Gallo
Giuseppe Nicola Gallo, detto "Joe N" (Hartford, 8 gennaio 1912 – New York, 1º settembre 1995), è stato un mafioso statunitense, importante e rispettato "uomo d'onore" della Famiglia Gambino di New York.
È stato il "consigliere" della cosca dalla fine degli anni sessanta, fino al 1987.

## I primi anni
Gallo nasce nel 1912, ad Hartford, nel Connecticut, da genitori emigrati da Bisacquino, (provincia di Palermo). Alla fine degli anni trenta diventa un "uomo d'onore" della Famiglia Mangano, guidata all'epoca da Vincent Mangano. Gallo è un soldato del "capodecina" Carlo Gambino, di cui è un fedelissimo.

## L'ascesa al potere
Nel 1957 Gambino prende il controllo della "Famiglia", e Gallo è uno degli uomini più vicini e fidati del nuovo boss. Le attività di Gallo resteranno sconosciute fino al 1966, quando la polizia interromperà una riunione di mafia, al ristorante "la stella" nel Queens.

## Little Appalachin
La riunione verrà ribattezzata "la piccola Appalachin", ed erano presenti alcuni dei più potenti capimafia degli Stati Uniti, oltre allo stesso Gallo erano presenti: Carlo Gambino, Michele Miranda, Joseph Colombo, Thomas Eboli, Tony Corallo e Dominick Alongi tutti di New York, Carlos Marcello, Joseph Marcello, Anthony Carollo, e Frank Gagliano tutti di New Orleans, e Santo Trafficante Jr. di Tampa.

## Gli anni da consigliere
Gallo sarà il "consigliere" ovvero il terzo uomo più potente della Famiglia Gambino, dal 1967 fino al 1987.
Anche il figlio Joseph diverrà un affiliato della cosca. Per molti anni l'autista e guardaspalle di Gallo è stato Frank Di Stefano, uno dei suoi fedelissimi. Per molti anni il quartier generale di Gallo fu il ristorante di sua proprietà chiamato "Sperazza" nel Queens, da lì il boss impartiva gli ordini ai suoi soldati più fidati.

## Gli ultimi anni
All'inizio degli anni ottanta viene arrestato e condannato a 10 anni di prigione, verrà rilasciato all'inizio degli anni novanta, a causa della sua età. Gallo muore di cause naturali nel 1995, nella sua residenza ad Astoria nel Queens.

## Mafiosi associati
Gallo aveva rapporti di affari, alleanza e collaborazione con i seguenti mafiosi:
- New York
  - Carmine Lombardozzi
  - Carlo Gambino
  - Paul Castellano
  - Jimmy Failla
  - Joseph Armone
  - Anthony Gaggi
  - Dominick Alongi
- Tampa
  - Santo Trafficante Jr.
- New Orleans
  - Carlos Marcello
  - Frank Gagliano